# Bacary Sagna
Bacary Sagna (* 14. února 1983, Sens, Francie) je bývalý francouzský fotbalista se senegalskými předky. Účastník MS 2010 v Jihoafrické republice, MS 2014 v Brazílii a EURA 2016 ve Francii.
Jeho bratranec Ibrahima Sonko je také fotbalistou.

## Klubová kariéra

### AJ Auxerre
Za Auxerre odehrál Bacary 87 utkání v Ligue 1 a byl také součástí týmu, který v roce 2005 vyhrál francouzský fotbalový pohár. V týmu se potkal také s budoucím spoluhráčem v Arsenalu Abou Diabym.

### Arsenal
Do Arsenalu se Bacary oficiálně přesunul 12. 7. 2007, za částku kolem 9 miliónů eur. Na zádech nosí číslo 3, které před ním nosil Ashley Cole. První gól za Arsenal vstřelil 23. 3. 2008 v ligovém zápase proti Chelsea na Stamford Bridge. Za své výkony v premiérové sezóně v dresu Arsenalu si vysloužil místo v All-Stars týmu sezóny 2007/08.
Před začátkem sezóny 2008/09 prodloužil s Arsenalem smlouvu, která má platnost až do roku 2014.
3. 10. 2010 si připsal svůj stý ligový start za Gunners, 14. 11. si pak připsal svůj druhý gól v zápase s Evertonem na stadionu Goodison Park. Za výkony v sezóně 2010/11 se opět dostal do All-Stars týmu.
1. 10. 2011 se Bacary zranil v severolondýnském derby s Tottenhamem, kdy nešťastně dopadl po postrčení od Benoît Assou-Ekotta a zlomil si lýtkovou kost na pravé noze.

## Reprezentační kariéra

### Mládežnické reprezentace
S reprezentací do 21 let se zúčastnil Mistrovství Evropy U21 2006 v Portugalsku. V základní skupině A porazila Francie postupně Portugalsko 1:0, Německo 3:0 a Srbsko a Černou Horu 2:0. S 9 body postoupila z prvního místa do semifinále. V semifinále byla Francie vyřazena Nizozemím 2:3 po prodloužení. Sagna nastoupil v základní sestavě proti Německu a Nizozemsku.

### A-mužstvo
V A-mužstvu Francie debutoval 22. 8. 2007 v přátelském utkání v Trnavě proti reprezentaci Slovenska (výhra 1:0).
Trenér Didier Deschamps jej vzal na Mistrovství světa 2014 v Brazílii. Francouzi vypadli na šampionátu ve čtvrtfinále s Německem po porážce 0:1.

Zúčastnil se i domácího EURA 2016.

## Úspěchy

### Klubové
AJ Auxerre
- 1× vítěz francouzského poháru (2005)

Arsenal FC
- 1× vítěz FA Cupu (2013/14)

Manchester City FC
- 1× vítěz Football League Cupu (2015/16)

### Individuální ocenění
- hráč sezony 2006/07 týmu AJ Auxerre
- člen All-Stars týmu Ligue 1 pro sezonu 2006–2007
- zvolen nejlepším francouzským pravým obráncem pro sezonu 2006/07
- člen PFA All-Stars týmu sezon 2007–2008 a 2010–2011 pro Premier League